# La cortigiana di Babilonia
La cortigiana di Babilonia è un film del 1954 diretto da Carlo Ludovico Bragaglia.